# Robert Hotyat
Pour les articles homonymes, voir Hotyat.
Robert Hotyat (alias Smiling Bob),  est un homme politique belge francophone, membre du PS.

## Biographie
Il naît à Ixelles le 6 juillet 1934.
Il est licencié en sciences géographiques (ULB). Il fut directeur de recherches, secrétaire général de l'Institut pour l'encouragement de la recherche scientifique dans l'industrie et l'agriculture (IRSIA) et membre du Bureau du plan. Il entre en politique en 1968 comme chef de cabinet adjoint du ministre-secrétaire d'État à l'Économie régionale wallonne. De 1982 à 1987, il fut membre du Conseil supérieur de l'Institut national du logement.

## Carrière politique
- 1974-1977 : conseiller provincial (province de Brabant)
- 1977-1990 : conseiller communal à Watermael-Boitsfort
- 1977-1988 : échevin à Watermael-Boitsfort
- 1973-1989 : conseiller d'agglomération à Bruxelles.
  - 1979-1989 : membre, puis vice-président (87-89) Commission française de la Culture
- 1985-1991 : sénateur provincial de la province de Brabant
- 1989-1999 : membre du Parlement de la Région de Bruxelles-Capitale
- 1990-1995 : secrétaire d'État adjoint au ministre-président du Gouvernement Picqué I
- 1991-1995 : sénateur belge coopté
- 1993-1995 : membre du Collège de la Commission communautaire française
- 1995-1999 : membre du Conseil de la Communauté française
- 1995-1999 : sénateur de la communauté française

## Sources
- Bio sur le site du sénat belge